# Culex umbripes
Culex umbripes är en tvåvingeart som beskrevs av Edwards 1941. Culex umbripes ingår i släktet Culex och familjen stickmyggor. Inga underarter finns listade i Catalogue of Life.